# کورنوس دروگی
کورنوس دروگی (به لهستانی:  Kurnos Drugi) یک روستا در لهستان است که در گمینا بوخاتوو واقع شده‌است.
 کورنوس دروگی  ۳۶۰ نفر جمعیت دارد.